# Famille Van Rysselberghe
La famille Van Rysselberghe est une famille gantoise qui a produit plusieurs peintres et architectes, et qui fut mêlée à la vie littéraire.

## Ancienneté historique
- 1695 : Jacques Van Rysselberghe, ancêtre de cette famille, épousa à Laerne le 14 mai 1695 Andrée Crabeels[1]. Leur petit-fils Gilles Vanrysselberghe né en 1755 était cultivateur à Heusden (Destelbergen)[2].

## Personnalités
Jean-Baptiste Vanrysselberghe(1820-1893), charpentier et charron, entrepreneur à Gand est le père de :
1. François Van Rysselberghe (1846-1893), professeur[4] aux écoles spécialisées de l'Université de Gand, docteur en sciences et mathématiques, inventeur dans le domaine de la téléphonie et de la météorologie.
2. Julien Van Rysselberghe, né à Meerle le 11 juin 1852 et mort à Gand en 1931, ingénieur des Ponts et chaussées, nommé professeur[5] ordinaire à Faculté des sciences de l'Université de Gand en 1891. Dont
  - Jenny Van Rysselberghe (nl)
3. Charles Van Rysselberghe (1850-1920), architecte des villes d'Ostende puis de Gand.
4. Octave Van Rysselberghe (1855-1929), architecte art nouveau.
5. Théo Van Rysselberghe (1862-1926), peintre, époux de Maria Van Rysselberghe (née Maria Monnom) (1866-1959). Dont :
  - Élisabeth Van Rysselberghe, fille de Théo. Dont :
    - Catherine Van Rysselberghe, ensuite Catherine Gide. Écrivain, Catherine Gide est la fille naturelle et le seul enfant d'André Gide, prix Nobel de littérature, et d'Élisabeth Van Rysselberghe. Elle est née le 18 avril 1923 à Annecy et n'a été reconnue par son père qu'à la mort de l'épouse de ce dernier, Madeleine Gide, en avril 1938. Elle est l'épouse en premières noces du germaniste et universitaire Jean Lambert (1914-1999).